# オール・スルー・ザ・ナイト (ジュールズ・シアーの曲)
「オール・スルー・ザ・ナイト」（All Through the Night）は、ジュールズ・シアーが作詞作曲し、1983年に発表した楽曲。シンディ・ローパーが同年に発表したデビュー・アルバム『シーズ・ソー・アンユージュアル』でカバーしたことで知られる。ローパーのバージョンは翌1984年にシングルカットされ、全米5位を記録した。旧邦題「魅惑のスルー・ザ・ナイト」。

## オリジナル・バージョン
ジュールズ・シアー率いるロックバンド「ジュールズ・アンド・ザ・ポーラー・ベアーズ」は1978年に『Got No Breeding』 、1979年に『fənĕtĭks』の2枚のアルバムを発表した後、解散した。シアーはソロで活動をすることを決め、1983年にトッド・ラングレンのプロデュースの下、ファーストアルバム『Watch Dog』を発表した。レコーディングにはエリオット・イーストンがギターで、トニー・レヴィンがベースで参加した。このアルバムに収録されたのが「オール・スルー・ザ・ナイト」だった。
『Watch Dog』も、アルバムに収録されていたシングルの「Whispering Your Name」もヒットしなかったが、この年シンディ・ローパーが本作を取り上げたことで運命が変わった。

## シンディ・ローパーのバージョン
1983年春、シンディ・ローパーはエピック・レコードの子会社のポートレート・レコードと契約し、同年5月からソロアルバムのレコーディングを開始した。エア・サプライの大ヒット・アルバム『ロスト・イン・ラヴ』（1980年）の共同プロデュースを務めたリック・チャートフがプロデューサーを務めることになった。ローパーはジュールズ・シアーのアルバム『Watch Dog』に収録されていた「オール・スルー・ザ・ナイト」をアルバム用に選んだ。当初はシアーのバージョンに似せて、アコースティックなサウンドで行く予定だったが、途中で考えを変え、チャートフに自分のスタイルで作り直したいと申し出た。レコーディングにはシアーが呼ばれ、コーラスを担当した。
1983年10月14日、ローパーの初のスタジオ・アルバム『シーズ・ソー・アンユージュアル』が発売された。
1984年9月、アルバムからの4枚目のシングルとして発売された。B面には「ウィットネス」が収録された。ビルボード・Hot 100では5位、ビルボードのアダルト・コンテンポラリー・チャートでは4位、カナダでは7位を記録した。
2003年11月、ジャズ・スタンダードのカバー・アルバム『At Last』が発売。アルバムのプロモーションのツアーが行われ、ツアーの模様は2004年発売のDVD『Live... At Last』に収録された。本作もその中に含まれた。
2005年発売のアルバム『The Body Acoustic』において再録音された。同アルバムのバージョンはシャギーとともに歌われている。